# Höxter
Höxter (pronunciación en alemán: /ˈhœkstɐ/ⓘ) es la ciudad capital del distrito homónimo en el estado de Renania del Norte-Westfalia, Alemania. Se encuentra a orillas del río Weser, en la región de Westfalia-Lippe. 

## Geografía
Höxter es conocida por su casco histórico y por sus casas con sus casas de entramado de madera, así como por la clínica Weserberglandklinik.

## Localidades
- Albaxen
- Bosseborn
- Bödexen
- Brenkhausen
- Bruchhausen
- Fürstenau
- Godelheim
- Lüchtringen
- Lütmarsen
- Ottbergen
- Ovenhausen
- Stahle

## Sitios y monumentos
Junto a la ciudad se encuentra la abadía medieval de Corvey, donde se encuentra la tumba del poeta alemán Hoffmann von Fallersleben, autor de «Deutschlandlied».

## Hermanamientos
Höxter está hermanada con Corbie, del departamento francés de Somme en Picardie desde 1963.